# Lo stile adatto a me/Solo, solo te
Lo stile adatto a me/Solo, solo te è un singolo della cantante italiana Anna Identici pubblicato nel 1965 dalla casa discografica Ariston Records.

## Descrizione
Il brano musicale Lo stile adatto a me è la reinterpretazione di I Wish I Knew What Dress To Wear realizzata dalla cantante Ginny Arnell.
Il brano Solo, solo te è la versione italiana del brano Lonely, lonely, lonely me.
Il brano Lo stile adatto a me è incluso nell'album Anna Identici pubblicato nel 1966.

## Tracce
1. Lo stile adatto a me (Clelia Petracchi, Gloria Shayne e Noel Regney)
2. Solo, solo te (Clelia Petracchi, Jean Norris e Kirk Richards)